# Canariomys tamarani
Canariomys tamarani är en utdöd däggdjursart som beskrevs av Lopez-Martinez och Lopez-Jurado 1987. Canariomys tamarani ingår i släktet Canariomys och familjen råttdjur. Inga underarter finns listade i Catalogue of Life.
Denna gnagare levde på Kanarieöarna. Kvarlevor av arten hittades på Gran Canaria. De yngsta fossilen dateras till vår tideräkning. De hittades tillsammans med rester av getter, hundar och husmus. Arten levde därmed en tid tillsammans med människor på ön. Båda arter av släktet Canariomys var stora gnagare med en vikt av cirka 2 kg.